# إيثيل مورفين
إيثيل مورفين ويسمى أيضا بcodethyline وdionine وهو مسكن ألم أفيوني ناركتوني (قاتل للألم)، يستخدم كبديل للهيروئين في جميع استخداماته. هو مكون أساسي من مكونات الأفيون.

## كيميائيا
هو عبارة عن جزيء مورفين مع مجموعة OC2H5 مستبدلة مع حلقة عطرية OH بالموقع 3. ومن ذلك نجد بأن الكودئين هو الأقرب كيميائيا للايثيل مورفين.

## الآثار الجانبية
- كجميع المشتقات الأفيونية يمكن أن يسبب الايثيل مورفين الإدمان.
- الغثيان.
- تقبض حدقة.
- إمساك.
- احتباس البول.
- بعض الحالات تحدث الحساسية.

## الاستقلاب
- يستقلب في الكبد بواسطة إيزوأنزيم الP450 (CYP2D6).
- بعض مضادات الاكتئاب مثل الفلوكسيتين يثبط استقلاب الايثيل مورفين.
- وعلى العكس، فإن الباربيتورات تسرع من استقلاب الايثيل مورفين.

## الاستخدام
- مضاد للسعال الجاف.
- مسكن للألم المعتدل.
- هو الأكثر استعمالا في طب العيون لإزالة المنتجات الالتهابية منها، محرضا لتقبض الحدقة وتفريج الأعراض الأخرى.
- يستخدم كما الهيروئين لمرة واحدة في محاولة علاج الإدمان للمورفين.

## الجرعة
هو أقل قوة من المورفين بنسبة ضئيلة. يعطى بجرعات فموية مقدارها 5 و30 و50 ملغ.
وكما باقي المورفينات لا يجوز إعطاؤه عن طريق الوريد.
أحيانا يتم الجمع ما بين الايثيل مورفين والاندوميتاسين لكن الجرعات العالية منه قد تكون قاتلة.